# Oscaruddelingen 2007
Oscaruddelingen 2007 var den 79. oscaruddeling, hvor de bedste film fra 2006 blev æret med en oscarstatuette. Prisceremonien fandt sted 25. februar 2007 og blev for sjette gang afholdt i Kodak Theatre (nu Dolby Theatre) i Hollywood. Ellen DeGeneres var vært for første gang. Det var 32. gang at ABC stod for udsendelsen i USA. I Danmark blev programmet vist på TV 2 Film, der havde overtaget de danske tv-rettigheder fra DR2. Hans Pilgaard var studievært. 
To danske film fra 2006 var nomineret til en oscar: Susanne Biers Efter brylluppet i kategorien Bedste udenlandske film og Søren Pilmark og Kim Magnussons Helmer & Søn i kategorien Bedste kortfilm. Ingen af dem vandt.

## Prisoverrækkere og optrædende
- Daniel Craig og Nicole Kidman – Bedste scenografi
- Maggie Gyllenhaal – Vinderne af de tekniske priser
- Will Ferrell, Jack Black, John C. Reilly – Bedste makeup
- Abigail Breslin og Jaden Smith – Bedste korte animationsfilm og Bedste korte dokumentar
- Steve Carell og Greg Kinnear – Bedste lyd
- Jessica Biel og James McAvoy – Bedste lydredigering
- Rachel Weisz – Bedste mandlige birolle
- Al Gore and Leonardo DiCaprio – information om akademiets miljøpolitik
- Cameron Diaz – Bedste animationsfilm
- Ben Affleck – indledning til montage om forfattere, redigeret af Nancy Meyers
- Helen Mirren og Tom Hanks – Bedste filmatisering
- Emily Blunt og Anne Hathaway – Bedste kostumer
- Tom Cruise – Jean Hersholt Humanitarian Award
- Gwyneth Paltrow – Bedste fotografering
- Naomi Watts og Robert Downey Jr. – Bedste visuelle effekter
- Catherine Deneuve og Ken Watanabe – indledning til montage om tidligere vindere af bedste udenlandske film, redigeret af Giuseppe Tornatore
- Clive Owen og Cate Blanchett – Bedste udenlandske film
- George Clooney – Bedste kvindelige birolle
- Eva Green og Gael García Bernal – Bedste korte dokumentar
- Jerry Seinfeld – Bedste dokumentar
- Clint Eastwood – Æres-Oscar til Ennio Morricone for hans mange filmtemaer
- Hugh Jackman og Penélope Cruz – Bedste musik
- Formand for filmakademiet Sid Ganis talte om akademiets filmbevarelses- og undervisningsprogrammer
- Tobey Maguire og Kirsten Dunst – Bedste manuskript
- Jennifer Lopez – Indledning til optræden af Dreamgirls
- Queen Latifah og John Travolta – Bedste sang
- Will Smith – Indledning til montage af film med emner om amerikansk politik såvel som immigration og kulturel forskellighed, redigeret af Michael Mann
- Kate Winslet – Bedste redigering
- Jodie Foster – Indledning til mindemontagen over afdøde filmfolk
- Philip Seymour Hoffman – Bedste kvindelige hovedrolle
- Reese Witherspoon – Bedste mandlige hovedrolle
- Francis Ford Coppola, George Lucas, Steven Spielberg – Bedste instruktør
- Jack Nicholson og Diane Keaton – Årets bedste film

### Optrædende
- Celine Dion
- Randy Newman
- James Taylor
- Melissa Etheridge
- Jennifer Hudson
- Beyoncé Knowles
- Keith Robinson
- Anika Noni Rose

## Nominerede og vindere

### Film
| Kategori                | Vinder                   | Nominerede                                                                                    |
| ----------------------- | ------------------------ | --------------------------------------------------------------------------------------------- |
| Årets bedste film       | The Departed             | - Babel - Letters from Iwo Jima - Little Miss Sunshine - The Queen                            |
| Bedste udenlandske film | De andres liv - Tyskland | - Efter brylluppet - Danmark - Indigènes - Algeriet - Pans Labyrint - Mexico - Water - Canada |
| Bedste dokumentar       | En ubekvem sandhed       | - Deliver Us from Evil - Iraq in Fragments - Jesus Camp - My Country, My Country              |
| Bedste animationsfilm   | Happy Feet               | - Biler - Monster House                                                                       |

### Kortfilm
| Kategori                    | Vinder                         | Nominerede                                                                |
| --------------------------- | ------------------------------ | ------------------------------------------------------------------------- |
| Bedste korte dokumentar     | The Blood of Yingzhou District | - Recycled Life - Rehearsing a Dream - Two Hands: The Leon Fleisher Story |
| Bedste korte animationsfilm | The Danish Poet                | - Lifted - The Little Matchgirl - Maestro - No Time for Nuts              |
| Bedste kortfilm             | West Bank Story                | - Binta and the Great Idea - Éramos Pocos - Helmer & Søn - The Saviour    |

### Instruktion
| Kategori          | Vinder                           | Nominerede |
| ----------------- | -------------------------------- | --- |
| Bedste instruktør | Martin Scorsese for The Departed | - Clint Eastwood for Letters from Iwo Jima - Stephen Frears for The Queen - Alejandro González Iñárritu for Babel - Paul Greengrass for United 93 |

### Skuespillere
| Kategori                     | Vinder                                        | Nominerede |
| ---------------------------- | --------------------------------------------- | --- |
| Bedste mandlige hovedrolle   | Forest Whitaker for The Last King of Scotland | - Leonardo DiCaprio for Blood Diamond - Ryan Gosling for Half Nelson - Peter O'Toole for Venus - Will Smith for The Pursuit of Happyness   |
| Bedste kvindelige hovedrolle | Helen Mirren for The Queen                    | - Penélope Cruz for Volver - Judi Dench for Notes on a Scandal - Meryl Streep for The Devil Wears Prada - Kate Winslet for Little Children |
| Bedste mandlige birolle      | Alan Arkin for Little Miss Sunshine           | - Jackie Earle Haley for Little Children - Djimon Hounsou for Blood Diamond - Eddie Murphy for Dreamgirls - Mark Wahlberg for The Departed |
| Bedste kvindelige birolle    | Jennifer Hudson for Dreamgirls                | - Adriana Barraza for Babel - Cate Blanchett for Notes on a Scandal - Abigail Breslin for Little Miss Sunshine - Rinko Kikuchi for Babel   |

### Manuskript
| Kategori             | Vinder               | Nominerede |
| -------------------- | -------------------- | --- |
| Bedste filmatisering | The Departed         | - Borat: Cultural Learnings of America for Make Benefit Glorious Nation of Kazakhstan - Children of Men - Little Children - Notes on a Scandal |
| Bedste manuskript    | Little Miss Sunshine | - Babel - Letters from Iwo Jima - Pans labyrint - The Queen                                                                                    |

### Musik
| Kategori     | Vinder                                   | Nominerede |
| ------------ | ---------------------------------------- | --- |
| Bedste musik | Babel - Gustavo Santaolalla              | - The Good German - Thomas Newman - Notes on a Scandal - Philip Glass - Pans labyrint - Javier Navarrete - The Queen - Alexandre Desplat |
| Bedste sang  | "I Need to Wake Up" - En ubekvem sandhed | - "Listen" - Dreamgirls - "Love You I Do" - Dreamgirls - "Our Town" - Cars - "Patience" - Dreamgirls                                     |

### Redigering, lyd, fotografering og visuelle effekter
| Kategori                 | Vinder                                    | Nominerede |
| ------------------------ | ----------------------------------------- | --- |
| Bedste redigering        | The Departed                              | - Babel - Blood Diamond - Children of Men - United 93                                                                                  |
| Bedste lyd               | Letters from Iwo Jima                     | - Apocalypto - Blood Diamond - Flags of Our Fathers - Pirates of the Caribbean: Død mands kiste                                        |
| Bedste lydredigering     | Dreamgirls                                | - Apocalypto - Blood Diamond - Flags of Our Fathers - Pirates of the Caribbean: Død mands kiste                                        |
| Bedste visuelle effekter | Pirates of the Caribbean: Død mands kiste | - Poseidon - Superman Returns |
| Bedste fotografering     | Pans labyrint - Guillermo del Toro        | - The Black Dahlia - Vilmos Zsigmond - Children of Men - Emmanuel Lubezki - The Illusionist - Dick Pope - The Prestige - Wally Pfister |

### Scenografi, kostumer og makeup
| Kategori          | Vinder                             | Nominerede |
| ----------------- | ---------------------------------- | --- |
| Bedste scenografi | Pans labyrint                      | - Dreamgirls - The Good Shepherd - Pirates of the Caribbean: Død mands kiste - The Prestige                                                     |
| Bedste kostumer   | Marie Antoinette - Milena Canonero | - Curse of the Golden Flower - Chung Man Yee - The Devil Wears Prada - Patricia Field - Dreamgirls - Sharen Davis - The Queen - Consolata Boyle |
| Bedste makeup     | Pans labyrint                      | - Apocalypto - Click |

### Ærespriser
| The Jean Hersholt Humanitarian Award | Sherry Lansing  |
| Æres-Oscar                           | Ennio Morricone |

## Film med mere end én nominering
| Otte - Dreamgirls Syv - Babel Seks - Pans labyrint - The Queen Fem - Blood Diamond - The Departed | Fire - Letters from Iwo Jima - Little Miss Sunshine - Notes on a Scandal - Pirates of the Caribbean: Død mands kiste Tre - Apocalypto - Children of Men - Little Children | To - En ubekvem sandhed - Biler - Flags of Our Fathers - The Devil Wears Prada - The Prestige - United 93 |

## Flest vundne Oscarstatuetter
Fire
- The Departed

Tre
- Pans labyrint

To
- En ubekvem sandhed
- Dreamgirls
- Little Miss Sunshine